# Pieter Jansz Saenredam
Pieter Jansz Saenredam est un peintre hollandais, né le 9 juin 1597 à Assendelft, mort le 31 mai 1665 à Haarlem.

## Biographie
Né à Assendelft en 1597, il était le fils du graveur Jan Saenredam. Après le décès de son père, il partit avec sa mère à Haarlem à l'âge de 12 ans. Il fit son apprentissage de 1612 à 1622, chez le portraitiste Frans Pietersz. de Grebber, peintre catholique. Il y rencontra Jacob van Campen, peintre et architecte, qui devint son fidèle ami et lui apprit les rudiments de la perspective.
Ce n'est que vers 1627 qu'il commença à dessiner et à peindre des intérieurs, et de temps à autre des extérieurs d'églises. Grâce à sa compréhension des règles de la perspective et de l'architecture, ses vues sont des documents d'une extrême précision. Elles renseignent sur nombre d'importants monuments hollandais, certains ayant ultérieurement disparu. En 1632, Saenredam se rendit à Bois-Le-Duc et y dessina les intérieurs de l'église Saint-Jean et de l'église Saint-Pierre, l'hôtel de ville et le paysage environnant la ville.
Saenredam, plutôt que de faire des esquisses depuis la nef, comme un certain nombre d'artistes hollandais du seizième siècle, se plaçait dans les endroits les plus obscurs. Il faisait alors un dessin qu'il transférait directement sur un panneau. Il apportait souvent des modifications aux détails architecturaux ou aux proportions de la composition.

## Œuvres
Saenredam était issu d'un milieu calviniste et l'on serait tenté, au vu de ses peintures sobres, rigoureuses et précises, d'y voir l'expression d'une conviction religieuse intransigeante. Il est certain que toute l'œuvre de Saenredam s'inscrit dans le contexte de préoccupations religieuses intenses et de tensions entre les communautés de confessions différentes. Chacune de ses œuvres est un unicum et offre une approche spécifique des mêmes préoccupations religieuses à travers l'évocation de l'architecture et la célébration de la culture du passé.
- L'Intérieur de l'église Saint-Bavon, Haarlem, (1628), Huile sur panneau, 39 × 48 cm, J. Paul Getty Museum, Los Angeles[3]
- L'Église de Santa Maria della Febbre, Rome, (1629), huile sur panneau, 38 × 70 cm, National Gallery of Art, Washington[4]
- Le Chœur de l'église Saint-Bavon à Haarlem, avec la tombe fictive d'un évêque, (1630), 41 × 37 cm, Musée du Louvre[5]
- Intérieur de l'église Saint-Bavon, (1636), huile sur bois, 43 × 37 cm, Fondation et Collection Emil G. Bührle, Zurich[1].
- Intérieur d'une église à Utrecht, (1644), huile sur bois, 60 × 50 cm, National Gallery, Londres[6]
- Intérieur de Saint-Bavon d'Haarlem, (1648), huile sur panneau, 200 × 140 cm, National gallery of Scotland, Edimbourg[7]
- Intérieur de l'église de saint Odulphe à Assendelft, (1649), huile sur panneau, 50 × 75 cm, Rijksmuseum, Amsterdam[8]
- L'Ancien Hôtel de ville d'Amsterdam, (1657), Huile sur panneau, 65 × 84 cm, Rijksmuseum, Amsterdam[9]
- La Mariaplaats et la Mariakerk à Utrecht, (1659), huile sur bois, 44 × 63 cm, Mauritshuis, La Haye.

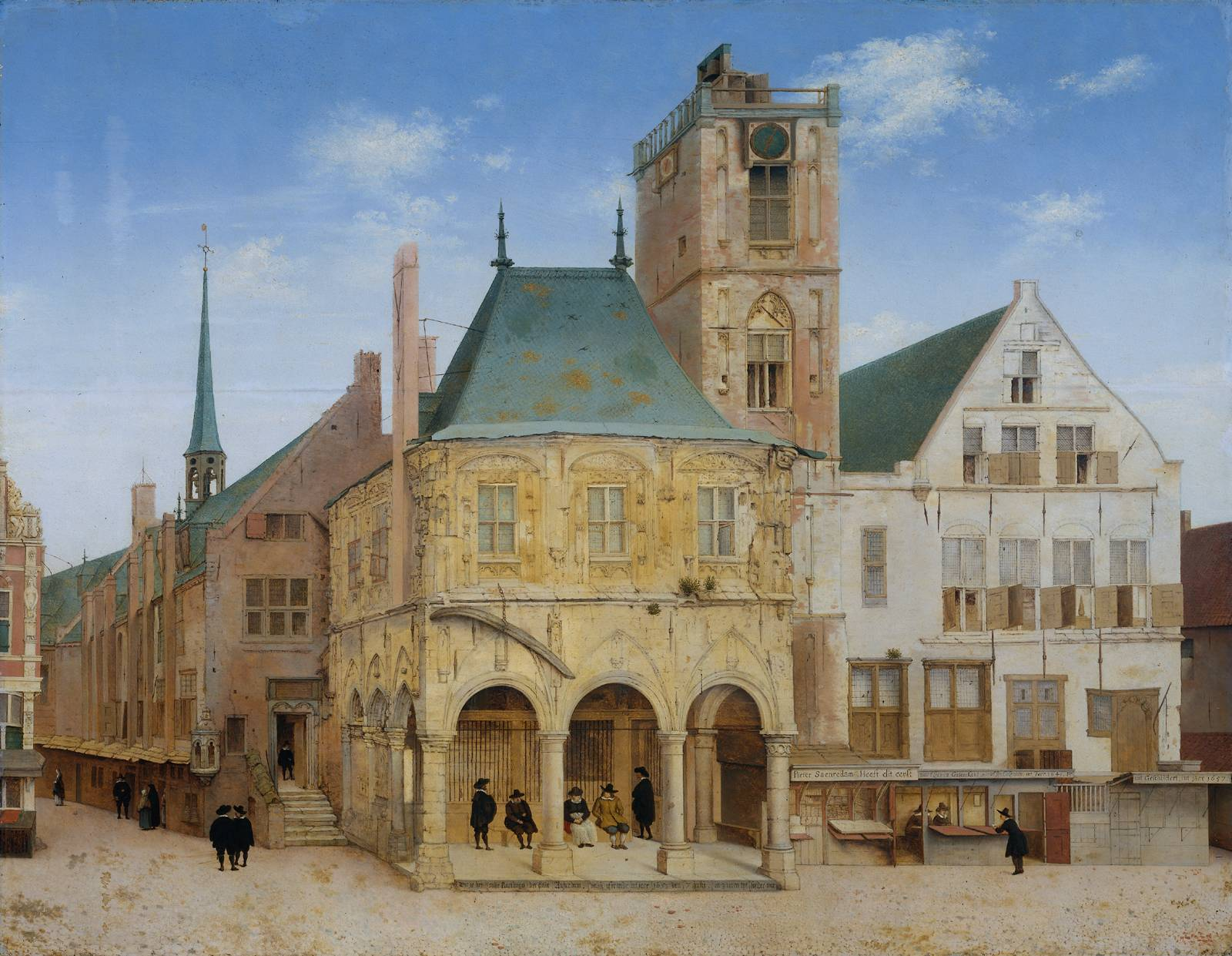
Ancien hôtel de ville d'Amsterdam, 1657 Rijksmuseum.
Église Santa Maria della Febbre et obélisque du Vatican, 1629 Washington
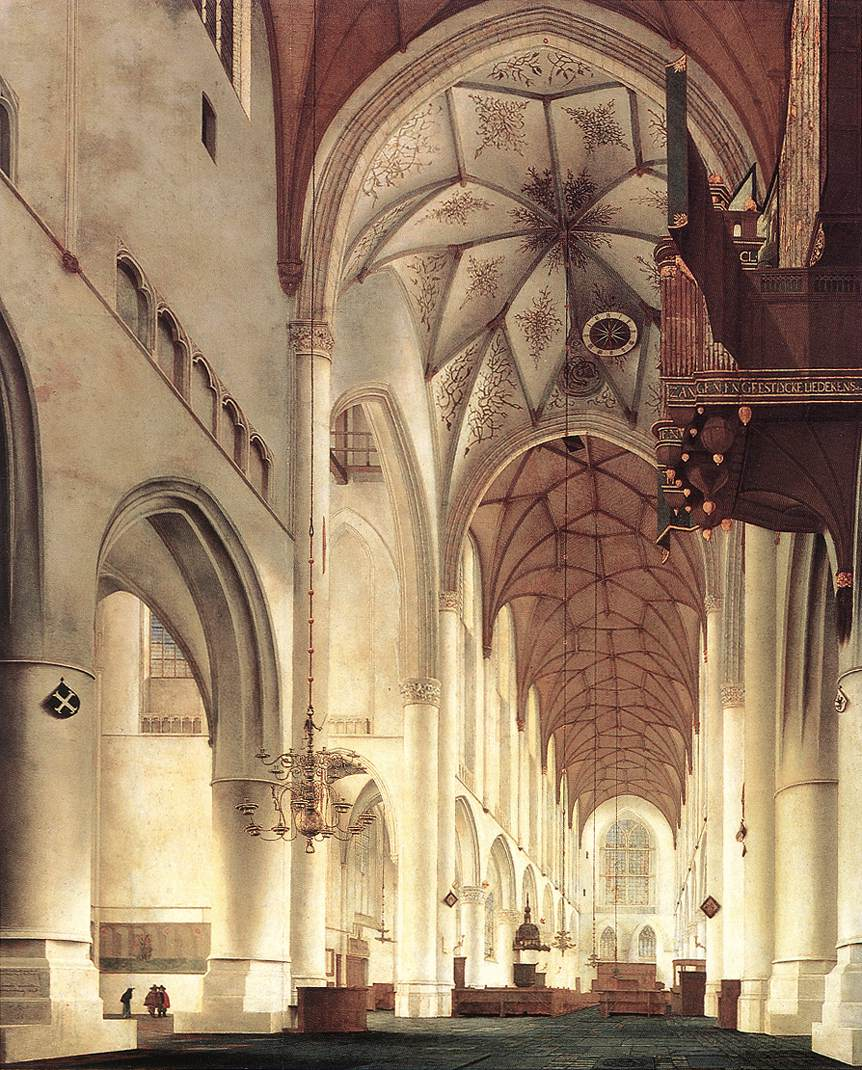
Intérieur de St Bavon d'Haarlem, 1648 Edimbourg.